# Cantone di Geaune
Il Cantone di Geaune era una divisione amministrativa dell'arrondissement di Mont-de-Marsan.
È stato soppresso a seguito della riforma complessiva dei cantoni del 2014, che è entrata in vigore con le elezioni dipartimentali del 2015.
Comprendeva i comuni di:
- Arboucave
- Bats
- Castelnau-Tursan
- Clèdes
- Geaune
- Lacajunte
- Lauret
- Mauries
- Miramont-Sensacq
- Payros-Cazautets
- Pécorade
- Philondenx
- Pimbo
- Puyol-Cazalet
- Samadet
- Sorbets
- Urgons